# Filder-Bote

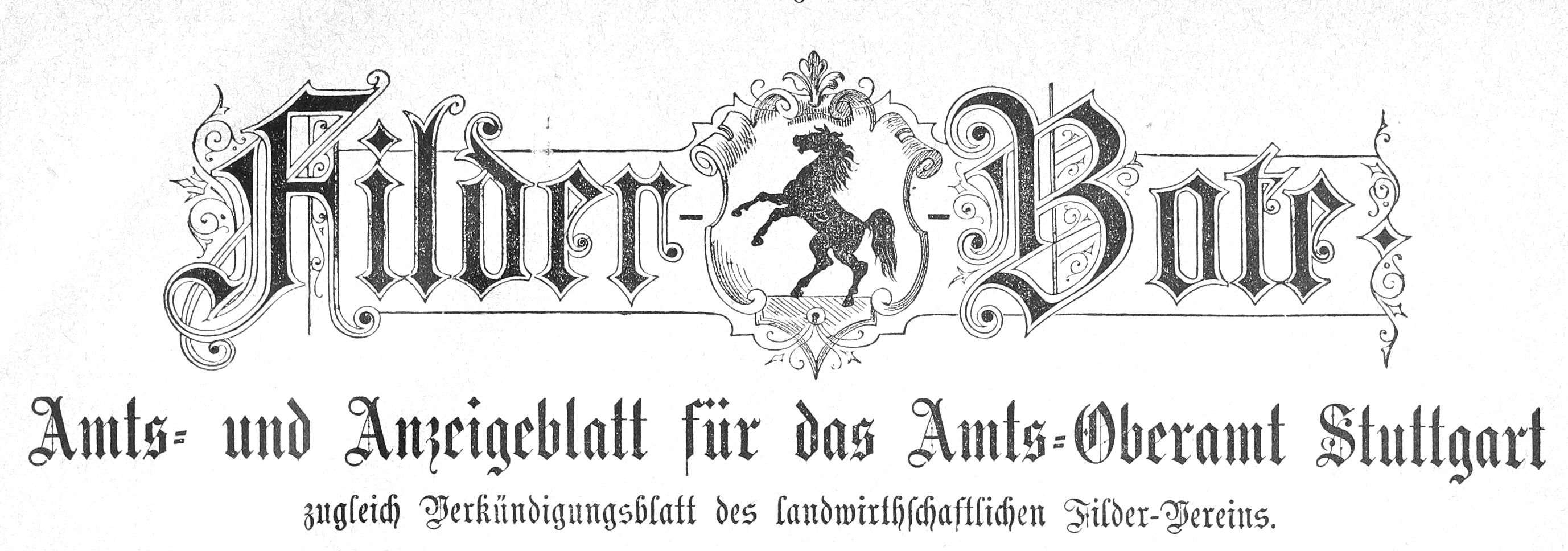
Titelkopf der Zeitung „Filder-Bote“ (1882)

Der Filder-Bote war eine württembergische Tageszeitung, die von 1872 bis 1941 erschien.

## Geschichte
Die Filder sind eine Hochebene, die sich über die Westhälfte des heutigen Landkreises Esslingen und die südlichen Stadtbezirke Stuttgarts erstreckt. Ab 1868 erschien hier als erste Lokalzeitung der in Leonberg gedruckte Glems- und Filder-Bote, eine Zeitung, die aber nur gering verbreitet war. Ab 1871 erschien dann die Filderzeitung als Anzeigen- und Unterhaltungsblatt. Der Buchdrucker Friedrich Find (gest. 1902) gab dann ab dem 3. Juli 1872 die Neue Filderzeitung heraus, die anfangs zweimal in der Woche erschien.

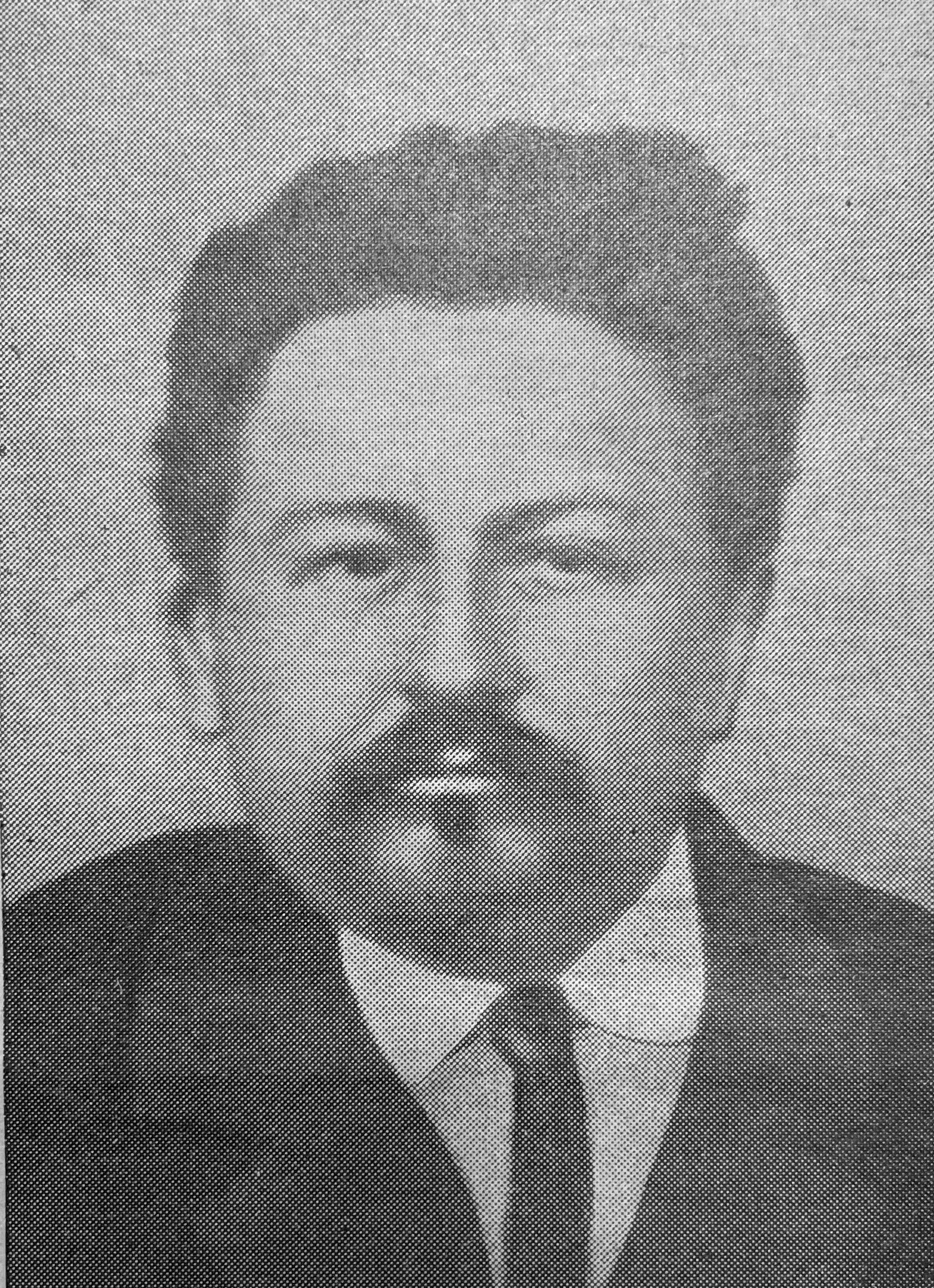
Friedrich Find, der Gründer des Filder-Boten

Ab 1879 trug die Zeitung dann den Titel Filder-Bote. Im gleichen Jahr wurde die umbenannte Zeitung mit dem Filderblatt, das vom landwirtschaftlichen Bezirksverein herausgegeben wurde, vereinigt. Die Zeitung erschien nun dreimal in der Woche und setzte sich im Filder-Bezirk immer stärker durch, nicht zuletzt auch, da die Zeitung durch die Eisenbahn schneller und weiter verbreitet werden konnte.
Die Zeitung nannte sich im Untertitel „Amts- und Anzeigeblatt für das Amts-Oberamt Stuttgart, zugleich Verkündigungsblatt des landwirthschaftlichen Filder-Vereins“. Daher nahm die Rubrik „Amtliche Bekanntmachungen“ stets einen gewichtigen Teil der Zeitung ein. Es folgten Kleinanzeigen aus der Region und anschließend regionale, nationale sowie internationale „Tagesbegebenheiten“.
1896 verlegte die Inhaber-Familie Find den Zeitungsverlag nach Möhringen, die Zeitung erschien nun täglich. Seit dem Bau der Gäubahn 1879 entwickelte sich jedoch Vaihingen immer stärker zum Hauptort der Filderebene, wo ab 1898 ein Konkurrenzblatt, die Allgemeine Filder-Zeitung, erschien. 1923 wurden beide Zeitungen unter dem Namen Filder Bote vereinigt, die Redaktion wurde nach Vaihingen verlegt. Weitere Zeitungen, die im Filder-Bezirk gegründet wurden, hatten in der Folge nur eine kurze Lebensdauer. 1932, im Jahr des 60-jährigen Jubiläums des Filder-Boten, betrug die Auflage 8000 Exemplare.

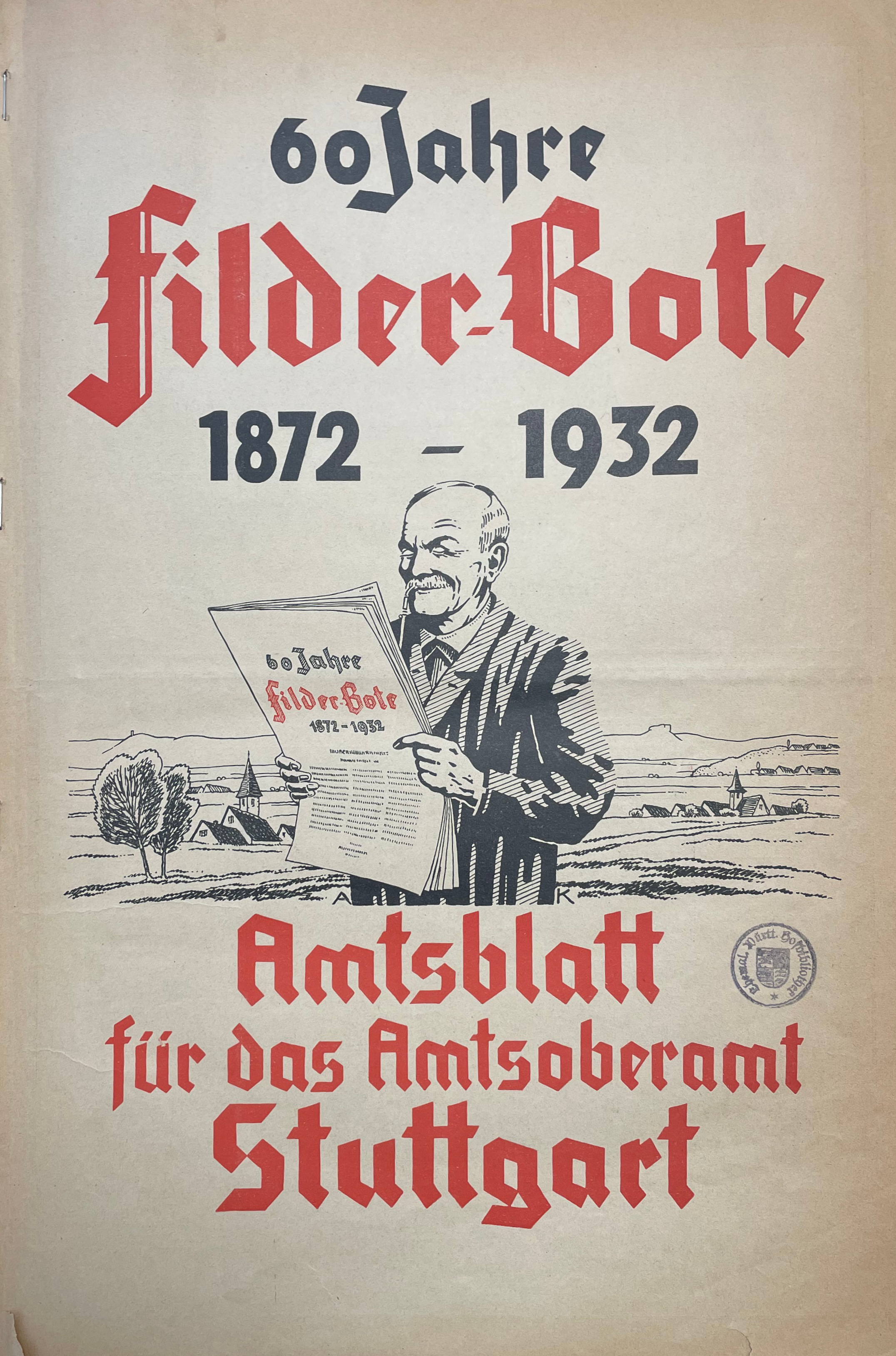
Umschlag der Ausgabe zum 60-jährigen Jubiläum des Filder-Boten (1932)

Im August 1933 übernahm der NSDAP-Kreisleiter des Kreises Stuttgart Wilhelm Fischer die Leitung der Zeitung. Die Zeitung wurde somit „gleichgeschaltet“. Der Stuttgarter NS-Kurier zählte den Filder-Bote 1935 in einer Aufstellung zu den „NS-Presse-Zeitungen Württembergs“. Mit Wirkung vom 1. Juli 1942 wurde die „Filderbote GmbH“ aufgelöst.